# Мирное (Гомельская область)
Мирное (бел. Мірнае; до 30 июля 1964 года — Могильное) — деревня в Лельчицком районе Гомельской области Беларуси. В составе Буйновичского сельсовета.
Кругом лес.

## География

### Расположение
В 43 км на северо-восток от Лельчиц, 66 км от железнодорожной станции Мозырь (на линии Гомель — Лунинец), 210 км от Гомеля.

## Транспортная сеть
Транспортные связи по просёлочной, затем автомобильной дороге Лельчицы — Мозырь. Планировка состоит из короткой, близкой к меридиональной ориентации улицы, к которой с запада присоединяется переулок. Застройка деревянная, двусторонняя, усадебного типа.

## История
Согласно письменным источникам известна со второй половины XIX века как селение в Буйновичской волости Мозырского уезда Минской губернии. Согласно переписи 1897 года хутор. В 1931 году жители вступили в колхоз. Во время Великой Отечественной войны в ноябре 1942 года оккупанты сожгли деревню и убили 12 жителей. Согласно переписи 1959 года в составе совхоза «Буйновичи» (центр — деревня Буйновичи), располагался клуб.
До 1 декабря 2013 года в составе Острожанского сельсовета.

## Население

### Численность
- 2004 год — 14 хозяйств, 23 жителя.

### Динамика
- 1897 год — 2 двора, 17 жителей (согласно переписи).
- 1908 год — 19 дворов.
- 1917 год — 67 жителей.
- 1921 год — 79 жителей.
- 1940 год — 50 дворов 210 жителей.
- 1959 год — 131 житель (согласно переписи).
- 2004 год — 14 хозяйств, 23 жителя.
- 2013 год — 5 жителей.
- 2017 год — 6 жителей.
- 2023 год — 4 хозяйства, 4 жителя.